# Las Vegas Film Critics Society Awards 1998
La 2ª edizione dei Las Vegas Film Critics Society Awards si è tenuta il 18 dicembre 1998, per premiare i migliori film prodotti nel 1998.

## Vincitori e candidati
I vincitori sono indicati in grassetto.
Miglior film (Best Picture)
- Salvate il soldato Ryan (Saving Private Ryan), regia di Steven Spielberg

Miglior attore esordiente (Most Promising Actor)
- Cate Blanchett - Elizabeth (Elizabeth)
- Joseph Fiennes - Shakespeare in Love (Shakespeare in Love)

Miglior attore (Best Actor)
- Roberto Benigni - La vita è bella

Migliore attrice (Best Actress)
- Gwyneth Paltrow - Shakespeare in Love (Shakespeare in Love)

Miglior attore non protagonista (Best Supporting Actor)
- Jason Patric - Amici & vicini (Your Friends & Neighbors)

Migliore attrice non protagonista (Best Supporting Actress)
- Kathy Bates - I colori della vittoria (Primary Colors)

Miglior regista (Best Director)
- Steven Spielberg - Salvate il soldato Ryan (Saving Private Ryan)
- Roberto Benigni - La vita è bella

Migliore sceneggiatura (Best Screenplay)
- Marc Norman e Tom Stoppard - Shakespeare in Love (Shakespeare in Love)

Migliore fotografia (Best Cinematography)
- Janusz Kaminski - Salvate il soldato Ryan (Saving Private Ryan)

Miglior canzone originale (Best Original Song)
- Freak, The Mighty, musica e testo di Sting - Basta guardare il cielo (The Mighty)

Miglior colonna sonora (Best Score) ;
- Danny Elfman - Soldi sporchi (A Simple Plan)

Miglior film documentario (Best Documentary)
- Kurt & Courtney (Kurt & Courtney), regia di Nick Broomfield

Miglior film in lingua straniera (Best Foreign Film)
- La vita è bella, regia di Roberto Benigni

Lifetime Achievement Award ;
- Martin Scorsese